# Salvo Di Matteo
Salvatore Di Matteo detto Salvo (Palermo, 28 ottobre 1936 – Palermo, 27 gennaio 2017) è stato un saggista e storico italiano.

## Biografia
Nato a Palermo nel 1936, laureato in giurisprudenza, lavorò alla Presidenza della Regione Siciliana negli anni immediatamente successivi della concessione dello Statuto speciale. In quel periodo, Di Matteo maturò la passione per la ricerca storica, e successivamente si dedicò all'insegnamento.
L'attività di ricerca storica del Di Matteo, che lo ha spesso impegnato nei pubblici archivi e nelle biblioteche in Sicilia e in molte città d'Italia e all'estero, è stata molto intensa ed ha dato origine nel corso degli anni ad una prolifica attività storiografica. Fu un cultore di storia e saggista, noto principalmente per opere riguardanti diversi aspetti storico-artistici della Sicilia e di Palermo. Nel 1961, Di Matteo pubblicò la sua prima opera Gli Orléans a Palermo, a cui fece seguito Anni roventi. La Sicilia dal 1943 al 1947 del 1967, considerata una delle sue opere più importanti.  Fondò e diresse la collana degli inediti Opuscoli del Marchese di Villabianca (30 opere, 1986-92), e l'edizione critica in 5 volumi (1988-92) dell'Opere complete di Girolamo Ardizzone (1988-92), ambedue pubblicate da Edizioni Giada. Tra le sue produzioni più rilevanti, le monografie riguardanti la sua Palermo, quali Palermo: storia e arte (insieme con altri autori, 1990), Le città d'Italia. Palermo (1994), Palermo, storia della città dalle origini ad oggi (2002), nonché numerose monografie sulla civiltà artistica di vari comuni della Sicilia: Caltabellotta, Calatafimi, Sutera, San Cataldo, Paternò, San Giuseppe Jato, Montelepre.
Di Matteo, dal 1987 è stato socio della Società Siciliana per la Storia Patria e dell'Accademia Selinuntina di Scienze Lettere ed Arti. Nel 1996 è stato nominato Ispettore Onorario ai Beni Librari. È stato inoltre collaboratore culturale del Giornale di Sicilia, collaboratore della Pontificia facoltà teologica di Sicilia "San Giovanni Evangelista" e componente del comitato consultivo della Fondazione Giovanni Guarino Amella. Per la sua attività storiografica ha conseguito vari riconoscimenti: Premio della Cultura della Presidenza del Consiglio dei Ministri (1973) ; Premio Torre del Lauro del Comune di Caronia (1987); Premio Giacalone del Comune di Monreale (1988); Premio Ustica (1990); Premio Fimis del Comune di Isola delle Femmine (1994).
Il 20 giugno 2015, il Comune di Paternò gli ha conferito la cittadinanza onoraria: alla cittadina etnea Di Matteo dedicò le opere Paternò: nove secoli di storia e di arte (1976), Un geografo siciliano del XVII secolo: G. B. Nicolosi (1977), Paternò (1997), la riedizione in anastatica, condotta sull'esemplare della Biblioteca Vaticana, del seicentesco Hercole e Studio geografico di Giovan Battista Nicolosi, e infine Paternò: la storia, la civiltà artistica (2009), ampliamento e in parte un rifacimento aggiornato dell'opera del 1976.
É morto a Palermo il 27 gennaio 2017, all'età di 80 anni. Poco tempo dopo il suo decesso, viene pubblicato postumo il libro Le contrade dell'Arcivescovado e della Cattedrale nella Topografia storica di Palermo, a cura del professor Francesco Armetta, ed edito da Sciascia.

## Opere
- Gli Orléans a Palermo, (Palermo, Flaccovio, 1961)
- Anni roventi: la Sicilia dal 1943 al 1947 (Palermo, Denaro, 1967)
- Storia dei Monti di Pietà in Sicilia (Palermo, Cassa di risparmio V. E. per le province siciliane, 1973)
- Paternò: nove secoli di storia e di arte (Palermo, GE, 1976)
- Un geografo siciliano del XVII secolo: Giovan Battista Nicolosi (Palermo, Centro studi "G.B. Nicolosi", 1977)
- Le Aree di sviluppo industriale in Sicilia (1979)
- Il Palazzo d'Orléans e il suo parco (Palermo, GIADA, 1983)
- L'Isola di Sicilia passeggiata. Un inedito del XVII secolo (Palermo, GiADA, 1985)
- Historie siciliane (Palermo, ILA Palma, 1987)
- Il viaggio pittorico in Sicilia (traduzione dell'opera Voyage pittoresque en Sicile di Jean Fréderic d'Ostervarld del 1822-26, Palermo, GIADA, 1987)
- Leggende siciliane (Palermo, 1988)
- Undique Felix: le antiche Porte di Palermo (Palermo, Novecento, 1989)
- La Porta Nuova a Palermo (Palermo, GIADA, 1990)
- Gli accadimenti di Sicilia: storie e figure negli ultimi tremila anni (Firenze, La Ginestra, 1991)
- Historie delli uomini et delle cose di Sicilia (Palermo, ILA Palma, 1992)
- Iconografia storica della provincia di Palermo: mappe e vedute dal ‘500 al ‘900 (1992)
- La Giudecca di Palermo dal X al XV secolo (in “Fonti per la storia dell’espulsione degli Ebrei dalla Sicilia, 1992)
- Sicilia e Malta: luoghi, monumenti, scene e costumi (traduzione dell'opera Sicile et Malte di Denis-Dominique Farjasse del 1835, 1992)
- La contrata e lo plano di la majuri ecclesia. La regione della cattedrale di Palermo dal XII al XVI secolo (in “Atti del Convegno internazionale di studi sulla Cattedrale”, Roma, Istituto della Enciclopedia italiana, 1994)
- Sicilia 1713. Relazioni per Vittorio Amedeo di Savoia (Palermo, Fondazione Lauro Chiazzese, 1994)
- Salvo di Matteo, Calatafimi, Palermo, Ariete, 1997.
- Salvo di Matteo, Caltabellotta, Palermo, Ariete, 1997.
- Salvo di Matteo, Montelepre, Palermo, Ariete, 1997.
- Pippo Virgillito e Salvo di Matteo, Paternò, Palermo, Ariete, 1997.
- Salvo di Matteo, San Cataldo, Palermo, Ariete, 1997.
- Salvo di Matteo, San Giuseppe Jato, Palermo, Ariete, 1997.
- Salvo di Matteo, Sutera', Palermo, Ariete, 1997.
- Salvo di Matteo, Viaggiatori stranieri in Sicilia dagli Arabi alla seconda metà del XX secolo, vol. 3, Palermo, ISSPE, 2000.
- Salvo di Matteo, Almanacco siciliano 2001, Palermo, Kalós, 2000.
- Salvo di Matteo, Palermo, storia della città dalle origini ad oggi, Palermo, Kalós, 2003  [2002].
- Salvo di Matteo, Viaggio della Sicilia / Carlo Castone della Torre di Rezzonico, Palermo, Fondazione Lauro Chiazzese, 2003.
- Salvo di Matteo, Viaggio in Sicilia nel 1822 / Avraam Sergeevič Norov, Palermo, Fondazione Lauro Chiazzese, 2003.(traduzione dell'opera Putešestvaīe po Sicilīi vʹ 1822 di Avraam Sergeevič Norov, fatta da Emilia Sakharova))
- Salvo di Matteo, Storia della Sicilia dalla preistoria ai nostri giorni, Palermo, Arbor, 2007, ISBN 8886325320.
- Salvo di Matteo, Palermo: storia della città, Palermo, Kalós, 2008, ISBN 8889224630.
- Salvo di Matteo, Paternò. La storia, la civiltà artistica, Palermo, Arbor, 2009, ISBN 888632538X.
- Salvo di Matteo, Quando il Sud fece l'Italia. Fatti e misfatti dell'Unità, Palermo, Arbor, 2011, ISBN 888632542-8.
- Salvo di Matteo, Storia dell’Antico parlamento di Sicilia (1130-1849), Palermo, Graficreo, 2012, ISBN 8897955029.
- Salvo di Matteo, Fiabe tradizionali siciliane : raccolte dalla viva voce del popolo da Giuseppe Pitré e tradotte all'uso di parlata nella lingua nazionale, Palermo, Graficreo, 2013, ISBN 889795510X.
- Salvo di Matteo, Le Sante Protettrici di Palermo e altre storie della Chiesa siciliana, collana Cattedra per l'arte cristiana di Sicilia, Roma-Caltanissetta, Sciascia, 2013, ISBN 8882414132.
- Salvo di Matteo, Profili: biografie di siciliani illustri, Palermo, Graficreo, 2014, ISBN 8897955983.
- Salvo di Matteo, Il ponte di Messina e altre leggende siciliane, Leonforte, Euno, 2016, ISBN 8868591014.
- Salvo di Matteo, Storia della Sicilia dalla Preistoria ai nostri giorni, collana Cattedra per l'arte cristiana di Sicilia, vol. 1-2, Roma-Caltanissetta, Sciascia, 2016, ISBN 8886325304.
- Salvo di Matteo, Le contrade dell'Arcivescovado e della Cattedrale nella Topografia storica di Palermo, a cura di Francesco Armetta, Roma-Caltanissetta, Sciascia, 2018, ISBN 8882414841.(pubblicato postumo)